# Вамба
Вамба (Wamba — згідно з припущенням Хервіга Вольфрама, перекладається з готської як «велике черевце»; близько 643 — 687 або 688) — король вестготів в Іспанії та Септиманії в 672—680 роках. 

## Життєпис

### Походження і народження
Відповідно до однієї з легенд, народився в містечку Егітанія, оточеному з усіх боків стіною, побудованою за часів римського панування (сучасне селище Іданя-а-Веля, на північний схід від Каштелу-Бранку в Португалії). Іспанська традиція проголошує його батьківщиною Галісію, округ Санта Марія-де-Досон. Ще одна версія вказує на гірське поселення Буксарра (на березі річки Хеналь) або село Сенай, яке зникло протягом XIV ст. (обидва в Андалузії).
Мануель де Соуза да Сілва, португальський генеалог XVII століття, у своїй роботі «Шляхетські роди, що походять з Ентре-Дору-е-Мінью», дотримується цієї версії, додаючи, що Вамба походив з роду вестготських королів, але збіднів і на час вступу на престол був простим землеробом. Сучасні генеалоги вважають його за сина короля Тульґи.

### Молоді роки
Вамба у молодому віці уславився військовими успіхами, за що призначається герцогом Лузітанії. Був присутній на X Толедському соборі в 656 році, де його роль звелася до надання учасникам собору заповіту Святого Мартіна, який ієрархи протиставили такому ж акту недавно померлого єпископа Ріхіміра. Останній заповів частину майна Думійської єпархії біднякам, а собор, використовуючи заповіт Мартіна, який виступав за цілісність церковного майна, заповіт Ріхіміра скасував. Незадовго до смерті Реккесвінт оголосив Вамбу своїм спадкоємцем.

### Володарювання

Вестготська держава у 586—711 рр.

1 вересня 672 року в день смерті Реккесвінта придворна знать одностайно обрала Вамбу королем. 19 вересня відбулася його коронація, під час якої Вамба став першим відомим (не римським) сувереном, котрого на королівство помазав первосвященник — архієпископ Толедо. З самого початку королю довелося зіткнутися із заколотом у Септіманії на чолі з Хільдеріком, графом Німа. Його підтримали Гумільд, єпископ Магалони, і абат Ранімір. Вони схопили Арегія, єпископа Німа, що зберіг вірність королю, і, закувавши в кайдани, передали франкам. На його місце Хільдерік призначив Раніміра.
Вамба вислав на придушення повстання Флавія Павла. Проте останній підняв заколот, захопив Нарбонну, попри всі зусилля єпископа цього міста Ардебальда протистояти йому. Після чого Павло коронувався там королем, поклавши на свою голову золоту корону, яку свого часу король Реккаред I пожертвував до храму святого Фелікса в Хероні. Після чого за підтримки Раносінда, герцога Тарраконскої Іспанії, і гардінга (придворний титул) Хільдігіза та в союзі з франками і басками почав готуватися до війни з Вамбою. Також надіслав листа Вамбі, де називав себе королем Заходу, а Вамбу — королем Сходу. Сильну фінансову підтримку Павлу надали жиди, чия громада в Нарбонській Галлії була досить численною і відігравала значну роль в економіці регіону.
Втрата Септіманії та Тарраконської Іспанії значно ускладнило економічне та політичне становище короля. Під час заколоту Вамба був у поході проти басків. Протягом семи днів він сплюндрував область басків, домігся від них видачі заручників і данини, після чого уклав з ними мир. Потім без зволікань він попрямував до Септіманії через Калаорру й Уеску. Першою з усіх повсталих міст під владу Вамби здалася Барселона, потім підкорилася Херона. Підійшовши до ланцюга Піренейських гір, Вамба розділив військо на три загони: один рушив у каструм Лібіа, головне місто області Башя-Сарданья, другий — через місто Авзонієм до центрального хребта Піренеїв, а третій пройшов римською дорогою поблизу морського узбережжя. Стрімко захопивши фортеці Кавколібери (сучасний Колліур), Вультурарія та каструм Лібіа на Піренеях, Вамба підійшов до фортеці Клаузури. Там в його руки потрапили Раносінд і Хільдігіз, які вийшли на захист фортеці. Інший із змовників, граф Віттімір, поставлений бунтівниками комендантом фортеці Сардон, не зміг утримати місто і втік до Павла в Нарбонну. Захопивши опорні пункти повстанців у Піренеях, Вамба вийшов на рівнину, тут він з'єднав свої війська і рушив на Нарбонну, доручивши окремому загону вести війну на морі.
Павло втік до Німу, залишивши захищати місто Віттіміра. У ході запеклого штурму військам Вамби вдалося підпалити брами і піднятися на стіни. Оволодівши містом, вони знищили повсталих. Віттімір сховався в церкві, погрожуючи вбити кожного, хто до нього підійде, але його вдарили дошкою і захопили в полон. Слідом здалися міста Бітерри (сучасне Безьє (Еро)) і Агд. У місті Магалона єпископ Гумільд, виявивши, що королівське військо зібралося для облоги й місто оточене не тільки тими, хто прибув, щоб битися на суші, але кораблями з моря, втік до Німа. Залишившись без керівника, Магалона також здалася королівському війську.
Зробивши швидкий марш, Вамба 31 серпня 673 року раптово оточив Нім, де переховувався Павло зі своїми повстанцями і франками. Бунтівники розраховували на підхід до них величезного війська франків і тому чинили відчайдушний опір. Цілий день пройшов у запеклих боях. Наступного дня Вамба, побоюючись, що франки можуть напасти на нього з тилу, поки він веде облогу, вирішив посилити натиск і здобути місто до приходу війська франків. Він ввів у битву свій резерв — 10 000 вояків герцога Вандеміра. Натхнені прибуттям підмоги, нападники стали битися рішучіше й незабаром заволоділи міськими стінами. Павло і його прихильники сховалися в амфітеатрі. Здобувши місто, військо короля Вамби розпалося на окремі загони і вчиняло грабунки, зазнаючи величезних втрат у зіткненнях із жителями. У той же час і серед заколотників стався розлад: місцеві аристократи звинуватили людей, які прийшли з Павлом, в тому, що ті спеціально заманили їх у пастку і почали їх різати, розраховуючи цим заслужити помилування короля. У нинішній ситуації Павло вирішив скласти з себе знаки королівської влади і послав Аргебада, єпископа Нарбонни, благати у Вамби про помилування. 1 вересня відбулася остаточна капітуляція.
Слідом за цим Вамба вивів війська з Німа й рушив проти франків на чолі з герцогом Лупом. Останній не наважився на бій з огляду на відомості про придушення заколоту Павла. Після цього Вамба повернувся до Толедо, де відбувся суд над заколотниками: світський присудив їх до страти або осліплення з конфіскацію майна, а церковний — оголосив анафему. Юдеїв Септиманії, що підтримали повсталих, виганяли з усіх міст цієї області.

### Реформаторська діяльність
У 673 році Вамба спробував провести військову реформу. За новим законом військова повинність поширювалася на всіх жителів королівства. При першій звістці про вторгнення ворогів або в разі внутрішніх заворушень кожен єпископ, герцог, граф, тіуфад, вікарій, гардінг або будь-яка людина, кому це доручено, повинен був негайно організувати військо, і всі повинні з'явитися за його наказом або безпосередньо на місце бою, або місце, розташоване від нього не більше ніж на 100 миль. При цьому захищати батьківщину, народ, монарха або його спадкоємців повинні всі жителі королівства. Це положення мало на меті згуртувати країну і не дати можливості ухилитися від участі у зовнішній або громадянській війні під приводом приналежності до супротивної «партії». Єпископи і священники також були зобов'язані нести військову службу. А рабовласники мали з'являтися в армію зі своїми рабами. Останнє положення суперечило готським і римським принципам й було новацією Вамби. Оскільки існували дрібні рабовласники, котрі володіли лише двома або трьома рабами, то ясно, що основний тягар нового закону лягав на великих власників. Саме їхні загони мали становити основну частину вестготського війська. А це вело до того, що в межах єдиного війська з'явилися приватні військові частини, підпорядковані насамперед своєму панові.
Ця реформа викликала невдоволення земельної аристократії, бо відволікала рабів від робіт на пана. У Церкві багато були обурених залученням кліриків до військової служби. Невдоволення Вамбою ширилося. Король вжив активних заходів проти незадоволених. Почалися досить суворі репресії.
Втрачаючи значною мірою підтримку знаті, Вамба спробував знайти її в інших станах. Він активно використовував рабів і відпущенників фіску в центральному урядовому апараті наслідуючи короля Гіндасвінта. З іншого боку, Вамба намагався протиставити світській знаті Церкву, хоча там багато хто був королем незадоволений, оскільки «військовий закон» фактично позбавляв їх багатьох привілеїв. З цією метою Вамба збільшував кількість єпископів, зменшуючи тим самим владу місцевих магнатів і намагаючись створити з місцевих єпископів собі опору.
Для остаточного зміцнення своєї влади король у 675 році зібрав XI Толедський собор та III собор Галеції в Бразі. Обидва собори вирішували богословські та церковні питання.
У грудні того року Вамба видав 2 закони, які обмежували всевладдя єпископів. Один з них забороняв єпископам захоплювати сільські церкви і монастирі, які або включалися в майно єпископської церкви, або передавалися іншим особам, пов'язаним з єпископами. Закон не тільки забороняв надалі такі операції, але і поширювався на ті, які були здійснені протягом останніх 30 років. Іншим законом Вамба заборонив шлюби між вільними і церковними вільновідпущениками, оскільки діти, народжені в таких союзах, автоматично ставали церковними вільновідпущениками і не платили державі податків.

Вамба вжив заходів з встановлення фінансової дисципліни. У Вестготському королівстві існувало безліч монетних дворів. І хоча всі вони вважалися королівськими і карбували гроші за єдиним стандартом, саме їх кількість ускладнювала контроль короля над грошовою емісією. То ж Вамба рішуче їх зменшував. Права карбувати монету була позбавлена Нарбонна, єдиний монетний двір Септіманії, а в Іспанії право випускати гроші було надано лише провінційним столицям та столиці Толедо.
Наприкінці правління Вамби почалися напади арабських піратів на узбережжя Андалузії. Щоб запобігти цьому у 675 році король виступив на захоплення Септума (сучасна Сеута), де спалив 270 візантійських кораблів, захопив саме місто, поставивши туди свого графа.

### Будівнича діяльність
У 674 році Вамба наказав оновити столицю — Толедо, прикрасивши її чудовими і майстерними будівлями і спорудами. Реконструкції також піддалися фортечні споруди міста, значення яких вже не обмежувалося обороною. Монументальні стіни і башти за римською традицією відбудовувалися для свідчення потуги і багатства вестготського короля й тому були відповідно оформлені.
Також ним були зміцненні інші міста в королівстві, зокрема Ондаррибія. Воно мало важливе стратегічне місце на західному краю Піренейських гір.

### Повалення
Централізаторська політика Вамби, його прагнення зміцнити королівську владу викликало невдоволення світської і духовної знаті. Це невдоволення вилилося в змову. Восени 680 року Ервіг підніс Вамбі напій з саротамнуса. Внаслідок отруєння Вамба знепритомнів. Оскільки створювалося повне враження, що король з хвилини на хвилину помре, його соборували і за вестготським звичаєм наділи на нього чернечий одяг. Тим самим він переходив у духовне звання і позбавлявся можливості правити країною. Коли через кілька годин Вамба прокинувся, його примусили підписати зречення від престолу і відіслали в монастир Пампльєга, де він, згідно з «Хронікою Альфонсо III» прожив ще 7 років і 3 місяці й, таким чином, мав померти на початку 688 року.